# بنت الأكابر (فلم)
بنت الأكابر هو فيلم من بطولة ليلى مراد، وأنور وجدي، وإسماعيل ياسين، أنتج سنة 1953، وهو من بين الأفلام التي مثلها أنور وجدي مع زوجته ليلى مراد، والتي روجت لفكرة نبذ الفوارق الطبقية بين الناس، خصوصاً العاشقين.
وقد كان الفيلم غير دقيق في طرح المعلومات التي يقدمها، فمثلاً تظهر في عناوين الفيلم أن أغاني الفيلم من تأليف حسين السيد، وتلحين رياض السنباطي، في حين أن الأغنية الدينية «يا رايحين للنبي الغالي» من تأليف أبو السعود الإبياري كما ثبت في سجلات الإذاعة المصرية. كما ظهر في أحد ملصقات الفيلم بوضوح أن مؤلفي الأغاني هم حسين السيد، ومأمون الشناوي، وأبو السعود الإبياري، وملحنوها هم رياض السنباطي، وأحمد صدقي.
هذا الفيلم هو آخر فيلم أخرجه أنور وجدي لليلى مراد، إذ انفصلا بعد ذلك.

## روابط خارجية
- مقالات تستعمل روابط فنية بلا صلة مع ويكي بيانات